# Europäisches Schuldvertragsübereinkommen
Das Übereinkommen von Rom über das auf vertragliche Schuldverhältnisse anzuwendende Recht vom 19. Juni 1980, auch Europäisches Schuldvertragsübereinkommen (EVÜ) genannt, ist ein Staatsvertrag, der in Deutschland umgesetzt wurde durch die Art. 27 ff. EGBGB a.F. Das EVÜ ist Teil des Internationalen Privatrechts. Es gilt in den meisten Ländern der EU unmittelbar. In einem Zusatzprotokoll wird dem EuGH die Zuständigkeit für Auslegungsstreitigkeiten übertragen.
Das EVÜ wurde (außer für Dänemark) durch die Verordnung (EG) des Europäischen Parlaments und des Rates über das auf vertragliche Schuldverhältnis anzuwendende Recht (Rom I) vom 17. Juni 2008 ersetzt, welche auf ab dem 17. Dezember 2009 geschlossene Schuldverhältnisse Anwendung findet. Im Verhältnis zu Dänemark behält es seine Gültigkeit.